# UEFA Champions League 1997/98/Real Madrid
Der nachstehende Artikel behandelt die Statistiken der Champions-League-Spiele des späteren Siegers Real Madrid aus der Saison 1997/98.

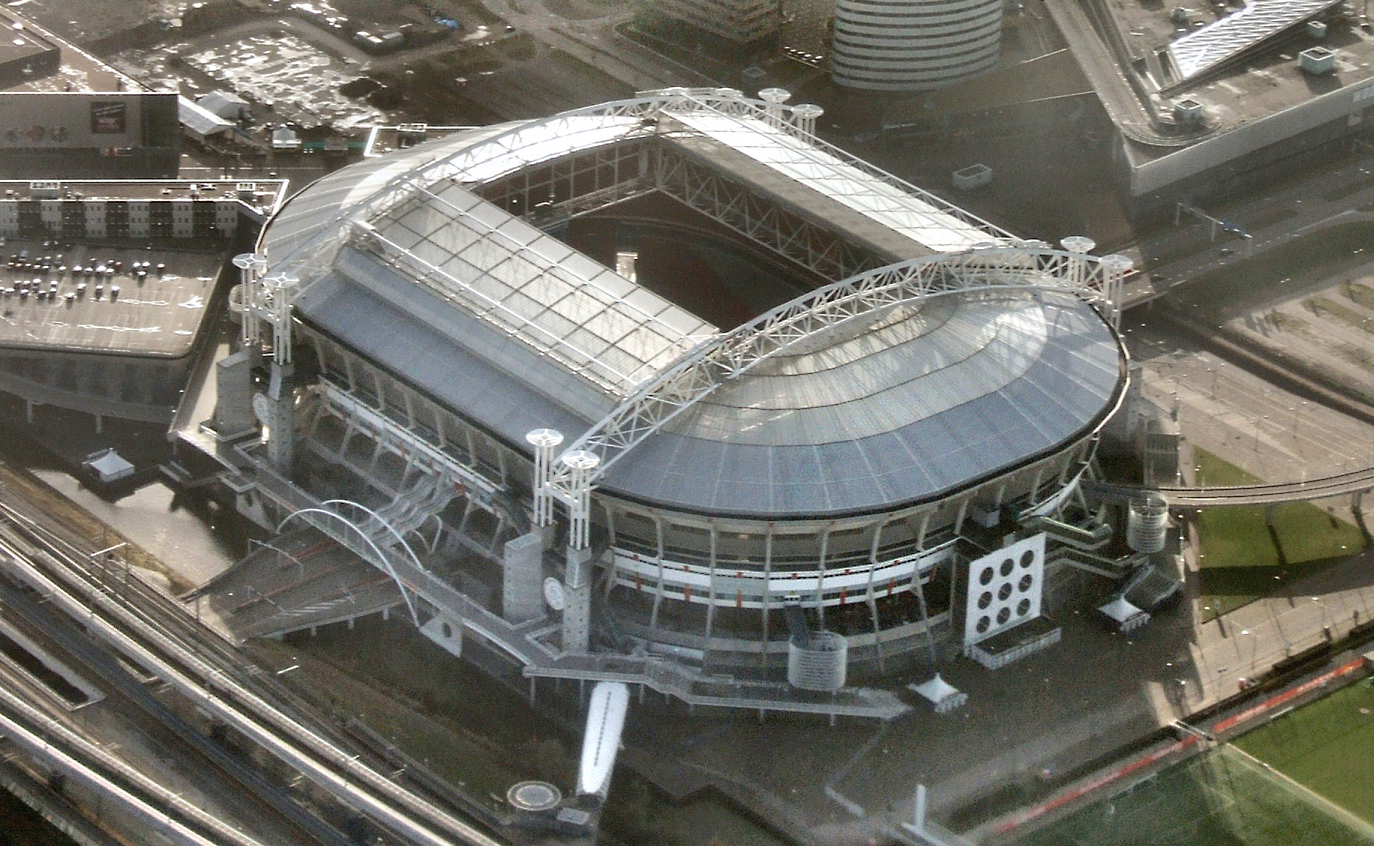
Die Amsterdam Arena, Austragungsort des Endspiels am 20. Mai 1998

## Gruppenphase
Als spanischer Meister der Saison 1996/97 war Real Madrid automatisch für die Gruppenphase qualifiziert.

### Real Madrid – Rosenborg Trondheim 4:1 (3:1)
| Real Madrid                                                                     | Real Madrid | Rosenborg Trondheim | Rosenborg Trondheim |
| ------------------------------------------------------------------------------- | --- | --- | ------------------- |
| Real Madrid                                                                     | \| 1. Gruppenspiel \| \| Mittwoch, 17. September 1997 um 20:45 Uhr in Madrid (Estadio Santiago Bernabéu) \| \| Zuschauer: 53.000 \| \| Schiedsrichter: Gilles Veissière ( Frankreich) \| \| Spielbericht \|                                                                            | \| 1. Gruppenspiel \| \| Mittwoch, 17. September 1997 um 20:45 Uhr in Madrid (Estadio Santiago Bernabéu) \| \| Zuschauer: 53.000 \| \| Schiedsrichter: Gilles Veissière ( Frankreich) \| \| Spielbericht \|                                             | Rosenborg Trondheim |
| Real Madrid                                                                     | Santiago Cañizares – Christian Panucci, Manolo Sanchís , Aitor Karanka, Roberto Carlos – Fernando Hierro – Clarence Seedorf, Zé Roberto (74. Víctor) – Raúl – Predrag Mijatović (58. Fernando Redondo), Davor Šuker (58. Fernando Morientes) Cheftrainer: Jupp Heynckes ( Deutschland) | Jørn Jamtfall – Vegard Heggem, Erik Hoftun, Björn Otto Bragstad, André Bergdølmo – Roar Strand, Bent Skammelsrud , Runar Berg – Harald Brattbakk, Sigurd Rushfeldt (58. Robert Boateng), Mini Jakobsen (74. Andreas Mayer) Cheftrainer: Nils Arne Eggen | Rosenborg Trondheim |
| Real Madrid                                                                     | 1:0 Panucci (7.) 2:1 Zé Roberto (37.) 3:1 Raúl (43.) 4:1 Morientes (83.) | 1:1 Jakobsen (22.) | Rosenborg Trondheim |
| Real Madrid                                                                     | Sanchís | Bragstad | Rosenborg Trondheim |
| 1. Gruppenspiel                                                                 | | |                     |
| Mittwoch, 17. September 1997 um 20:45 Uhr in Madrid (Estadio Santiago Bernabéu) | | |                     |
| Zuschauer: 53.000                                                               | | |                     |
| Schiedsrichter: Gilles Veissière ( Frankreich)                                  | | |                     |
| Spielbericht                                                                    | | |                     |

### FC Porto – Real Madrid 0:2 (0:1)
| FC Porto                                                            | FC Porto | Real Madrid | Real Madrid |
| ------------------------------------------------------------------- | --- | --- | ----------- |
| FC Porto                                                            | \| 2. Gruppenspiel \| \| Mittwoch, 1. Oktober 1997 um 19:45 Uhr in Porto (Estádio das Antas) \| \| Zuschauer: 32.300 \| \| Schiedsrichter: Piero Ceccarini ( Italien) \| \| Spielbericht \|                                                    | \| 2. Gruppenspiel \| \| Mittwoch, 1. Oktober 1997 um 19:45 Uhr in Porto (Estádio das Antas) \| \| Zuschauer: 32.300 \| \| Schiedsrichter: Piero Ceccarini ( Italien) \| \| Spielbericht \|                                                                                              | Real Madrid |
| FC Porto                                                            | Rui Correia – João Manuel Pinto, Aloísio, Neves (40. Ljubinko Drulović), Daniel Kenedy – Barroso (59. António Folha), Paulinho Santos , Rui Barros (46. Artur) – Sérgio Conceição, Zlatko Zahovič – Mário Jardel Cheftrainer: António Oliveira | Santiago Cañizares – Christian Panucci, Manolo Sanchís , Fernando Hierro, Roberto Carlos – Fernando Redondo – Clarence Seedorf (83. Víctor), José Emilio Amavisca – Raúl – Predrag Mijatović (82. Fernando Morientes), Davor Šuker (60. Jaime) Cheftrainer: Jupp Heynckes ( Deutschland) | Real Madrid |
| FC Porto                                                            | 0:1 Hierro (14.) 0:2 Raúl (78.) | | Real Madrid |
| FC Porto                                                            | Neves, Sérgio Conceição | Panucci, Roberto Carlos, Raúl | Real Madrid |
| 2. Gruppenspiel                                                     | | |             |
| Mittwoch, 1. Oktober 1997 um 19:45 Uhr in Porto (Estádio das Antas) | | |             |
| Zuschauer: 32.300                                                   | | |             |
| Schiedsrichter: Piero Ceccarini ( Italien)                          | | |             |
| Spielbericht                                                        | | |             |

### Real Madrid – Olympiakos Piräus 5:1 (2:1)
| Real Madrid                                                                   | Real Madrid | Olympiakos Piräus | Olympiakos Piräus |
| ----------------------------------------------------------------------------- | --- | --- | ----------------- |
| Real Madrid                                                                   | \| 3. Gruppenspiel \| \| Mittwoch, 22. Oktober 1997 um 20:45 Uhr in Madrid (Estadio Santiago Bernabéu) \| \| Zuschauer: 48.000 \| \| Schiedsrichter: Pierluigi Collina ( Italien) \| \| Spielbericht \|                                                                       | \| 3. Gruppenspiel \| \| Mittwoch, 22. Oktober 1997 um 20:45 Uhr in Madrid (Estadio Santiago Bernabéu) \| \| Zuschauer: 48.000 \| \| Schiedsrichter: Pierluigi Collina ( Italien) \| \| Spielbericht \| | Olympiakos Piräus |
| Real Madrid                                                                   | Santiago Cañizares – Jaime, Aitor Karanka, Fernando Hierro , Roberto Carlos – Fernando Redondo – Clarence Seedorf (80. Víctor), Zé Roberto (69. José Emilio Amavisca) – Raúl – Fernando Morientes (76. Manolo Sanchís), Davor Šuker Cheftrainer: Jupp Heynckes ( Deutschland) | Kyriakos Tochouroglou – Kyriakos Karataidis – Dimitris Mavrogenidis (70. Andreas Niniadis), Nikos Dabizas, Georgios Anatolakis, Bozidar Bandović – Vasilios Karapialis (70. Siniša Gogić), Petros Passalis, Ilias Poursanidis (85. Grigoris Georgatos), Predrag Đorđević – Peter Ofori-Quaye Cheftrainer: Dušan Bajević ( Bosnien und Herzegowina) | Olympiakos Piräus |
| Real Madrid                                                                   | 1:1 Šuker (31., Foulelfmeter) 2:1 Morientes (44.) 3:1 Šuker (65., Foulelfmeter) 4:1 Víctor (85.) 5:1 Roberto Carlos (89.) | 0:1 Dabizas (18.) | Olympiakos Piräus |
| Real Madrid                                                                   | Roberto Carlos (2./gesperrt) | Dabizas, Đorđević | Olympiakos Piräus |
| 3. Gruppenspiel                                                               | | |                   |
| Mittwoch, 22. Oktober 1997 um 20:45 Uhr in Madrid (Estadio Santiago Bernabéu) | | |                   |
| Zuschauer: 48.000                                                             | | |                   |
| Schiedsrichter: Pierluigi Collina ( Italien)                                  | | |                   |
| Spielbericht                                                                  | | |                   |

### Olympiakos Piräus – Real Madrid 0:0
| Olympiakos Piräus                                                       | Olympiakos Piräus | Real Madrid | Real Madrid |
| ----------------------------------------------------------------------- | --- | --- | ----------- |
| Olympiakos Piräus                                                       | \| 4. Gruppenspiel \| \| Mittwoch, 5. November 1997 um 20:45 Uhr in Athen (Olympiastadion Athen) \| \| Zuschauer: 55.000 \| \| Schiedsrichter: Hellmut Krug ( Deutschland) \| \| Spielbericht \| | \| 4. Gruppenspiel \| \| Mittwoch, 5. November 1997 um 20:45 Uhr in Athen (Olympiastadion Athen) \| \| Zuschauer: 55.000 \| \| Schiedsrichter: Hellmut Krug ( Deutschland) \| \| Spielbericht \|                                                     | Real Madrid |
| Olympiakos Piräus                                                       | Kyriakos Tochouroglou – Georgios Amanatidis (76. Nikos Dabizas), Kyriakos Karataidis , Georgios Anatolakis, Bozidar Bandović – Stelios Giannakopoulos (73. Dimitris Mavrogenidis), Petros Passalis, Ilias Poursanidis, Grigoris Georgatos – Peter Ofori-Quaye, Ilija Ivić (89. Alekos Alexandris) Cheftrainer: Dušan Bajević ( Bosnien und Herzegowina) | Santiago Cañizares – Christian Panucci, Manolo Sanchís , Fernando Hierro, Aitor Karanka – Fernando Redondo – Clarence Seedorf (62. Jaime), Zé Roberto – Raúl – Predrag Mijatović, Davor Šuker (62. Víctor) Cheftrainer: Jupp Heynckes ( Deutschland) | Real Madrid |
| Olympiakos Piräus                                                       | Anatolakis, Georgatos, Ivić | Panucci (2./gesperrt) | Real Madrid |
| 4. Gruppenspiel                                                         | | |             |
| Mittwoch, 5. November 1997 um 20:45 Uhr in Athen (Olympiastadion Athen) | | |             |
| Zuschauer: 55.000                                                       | | |             |
| Schiedsrichter: Hellmut Krug ( Deutschland)                             | | |             |
| Spielbericht                                                            | | |             |

### Rosenborg Trondheim – Real Madrid 2:0 (1:0)
| Rosenborg Trondheim                                                         | Rosenborg Trondheim | Real Madrid | Real Madrid |
| --------------------------------------------------------------------------- | --- | --- | ----------- |
| Rosenborg Trondheim                                                         | \| 5. Gruppenspiel \| \| Donnerstag, 27. November 1997 um 20:45 Uhr in Trondheim (Lerkendal-Stadion) \| \| Zuschauer: 19.147 \| \| Schiedsrichter: Paul Durkin ( England) \| \| Spielbericht \|                | \| 5. Gruppenspiel \| \| Donnerstag, 27. November 1997 um 20:45 Uhr in Trondheim (Lerkendal-Stadion) \| \| Zuschauer: 19.147 \| \| Schiedsrichter: Paul Durkin ( England) \| \| Spielbericht \|                                                              | Real Madrid |
| Rosenborg Trondheim                                                         | Jørn Jamtfall – Vegard Heggem, Erik Hoftun, Björn Otto Bragstad, André Bergdølmo – Roar Strand, Bent Skammelsrud , Runar Berg – Harald Brattbakk, Sigurd Rushfeldt, Mini Jakobsen Cheftrainer: Nils Arne Eggen | Santiago Cañizares – Chendo, Manolo Sanchís , Fernando Hierro, Roberto Carlos – Fernando Redondo – Clarence Seedorf (78. Víctor), Zé Roberto (46. Jaime) – Raúl – Predrag Mijatović, Fernando Morientes (78. Dani) Cheftrainer: Jupp Heynckes ( Deutschland) | Real Madrid |
| Rosenborg Trondheim                                                         | 1:0 Strand (44.) 2:0 Brattbakk (52.) | | Real Madrid |
| Rosenborg Trondheim                                                         | Skammelsrud | Hierro, Morientes, Víctor | Real Madrid |
| 5. Gruppenspiel                                                             | | |             |
| Donnerstag, 27. November 1997 um 20:45 Uhr in Trondheim (Lerkendal-Stadion) | | |             |
| Zuschauer: 19.147                                                           | | |             |
| Schiedsrichter: Paul Durkin ( England)                                      | | |             |
| Spielbericht                                                                | | |             |

### Real Madrid – FC Porto 4:0 (2:0)
| Real Madrid                                                                    | Real Madrid | FC Porto | FC Porto |
| ------------------------------------------------------------------------------ | --- | --- | -------- |
| Real Madrid                                                                    | \| 6. Gruppenspiel \| \| Mittwoch, 10. Dezember 1997 um 20:45 Uhr in Madrid (Estadio Santiago Bernabéu) \| \| Zuschauer: 66.000 \| \| Schiedsrichter: Pierluigi Pairetto ( Italien) \| \| Spielbericht \|                                                              | \| 6. Gruppenspiel \| \| Mittwoch, 10. Dezember 1997 um 20:45 Uhr in Madrid (Estadio Santiago Bernabéu) \| \| Zuschauer: 66.000 \| \| Schiedsrichter: Pierluigi Pairetto ( Italien) \| \| Spielbericht \|                                                              | FC Porto |
| Real Madrid                                                                    | Santiago Cañizares – Jaime, Manolo Sanchís (80. Aitor Karanka), Fernando Hierro, Roberto Carlos – Fernando Redondo – Clarence Seedorf, José Emilio Amavisca – Raúl (60. Guti) – Fernando Morientes (69. Víctor), Davor Šuker Cheftrainer: Jupp Heynckes ( Deutschland) | Rui Correia – João Manuel Pinto (32. José Gaspar), Aloísio, Neves, Fernando Mendes (60. Grzegorz Mielcarski) – Barroso, Paulinho Santos , Rui Barros – António Folha (32. Nuno Capucho), Ljubinko Drulović – Zlatko Zahovič ( Slowenien) Cheftrainer: António Oliveira | FC Porto |
| Real Madrid                                                                    | 1:0 Hierro (6.) 2:0 Šuker (29.) 3:0 Roberto Carlos (48.) 4:0 Šuker (73., Foulelfmeter) | | FC Porto |
| 6. Gruppenspiel                                                                | | |          |
| Mittwoch, 10. Dezember 1997 um 20:45 Uhr in Madrid (Estadio Santiago Bernabéu) | | |          |
| Zuschauer: 66.000                                                              | | |          |
| Schiedsrichter: Pierluigi Pairetto ( Italien)                                  | | |          |
| Spielbericht                                                                   | | |          |

### Abschlusstabelle der Gruppe D
| Pl. | Verein              | Sp. | S | U | N | Tore    | Diff. | Punkte |
| --- | ------------------- | --- | - | - | - | ------- | ----- | ------ |
| 1.  | Real Madrid         | 6   | 4 | 1 | 1 | 015:400 | +11   | 13     |
| 2.  | Rosenborg Trondheim | 6   | 3 | 2 | 1 | 013:800 | +5    | 11     |
| 3.  | Olympiakos Piräus   | 6   | 1 | 2 | 3 | 006:140 | −8    | 05     |
| 4.  | FC Porto            | 6   | 1 | 1 | 4 | 003:110 | −8    | 04     |

## Viertelfinale

### Bayer 04 Leverkusen – Real Madrid 1:1 (1:0)
| Bayer 04 Leverkusen                                                          | Bayer 04 Leverkusen | Real Madrid | Real Madrid |
| ---------------------------------------------------------------------------- | --- | --- | ----------- |
| Bayer 04 Leverkusen                                                          | \| Viertelfinale, Hinspiel \| \| Mittwoch, 4. März 1998 um 20:45 Uhr in Leverkusen (Ulrich-Haberland-Stadion) \| \| Zuschauer: 22.500 (ausverkauft) \| \| Schiedsrichter: Kim Milton Nielsen ( Dänemark) \| \| Spielbericht \|             | \| Viertelfinale, Hinspiel \| \| Mittwoch, 4. März 1998 um 20:45 Uhr in Leverkusen (Ulrich-Haberland-Stadion) \| \| Zuschauer: 22.500 (ausverkauft) \| \| Schiedsrichter: Kim Milton Nielsen ( Dänemark) \| \| Spielbericht \|                                               | Real Madrid |
| Bayer 04 Leverkusen                                                          | Dirk Heinen – Boris Živković, Jens Nowotny, Christian Wörns – Hans-Peter Lehnhoff (71. Markus Feldhoff), Emerson (87. Dirk Lottner), Carsten Ramelow, Jan Heintze – Stefan Beinlich – Ulf Kirsten , Paulo Rink Cheftrainer: Christoph Daum | Bodo Illgner – Christian Panucci, Manolo Sanchís , Fernando Hierro, Roberto Carlos – Fernando Redondo – Christian Karembeu, Sávio (88. José Emilio Amavisca) – Clarence Seedorf – Predrag Mijatović, Raúl (71. Fernando Morientes) Cheftrainer: Jupp Heynckes ( Deutschland) | Real Madrid |
| Bayer 04 Leverkusen                                                          | 1:0 Beinlich (18.) | 1:1 Karembeu (74.) | Real Madrid |
| Bayer 04 Leverkusen                                                          | Emerson | Karembeu, Mijatović | Real Madrid |
| Viertelfinale, Hinspiel                                                      | | |             |
| Mittwoch, 4. März 1998 um 20:45 Uhr in Leverkusen (Ulrich-Haberland-Stadion) | | |             |
| Zuschauer: 22.500 (ausverkauft)                                              | | |             |
| Schiedsrichter: Kim Milton Nielsen ( Dänemark)                               | | |             |
| Spielbericht                                                                 | | |             |

### Real Madrid – Bayer 04 Leverkusen 3:0 (0:0)
| Real Madrid                                                                | Real Madrid | Bayer 04 Leverkusen | Bayer 04 Leverkusen |
| -------------------------------------------------------------------------- | --- | --- | ------------------- |
| Real Madrid                                                                | \| Viertelfinale, Rückspiel \| \| Mittwoch, 18. März 1998 um 20:45 Uhr in Madrid (Estadio Santiago Bernabéu) \| \| Zuschauer: 85.000 \| \| Schiedsrichter: Nikolai Lewnikow ( Russland) \| \| Spielbericht \|                                                                            | \| Viertelfinale, Rückspiel \| \| Mittwoch, 18. März 1998 um 20:45 Uhr in Madrid (Estadio Santiago Bernabéu) \| \| Zuschauer: 85.000 \| \| Schiedsrichter: Nikolai Lewnikow ( Russland) \| \| Spielbericht \|                          | Bayer 04 Leverkusen |
| Real Madrid                                                                | Bodo Illgner – Christian Panucci, Manolo Sanchís , Fernando Hierro, Roberto Carlos (89. José Emilio Amavisca) – Fernando Redondo – Christian Karembeu, Sávio (38. Fernando Morientes) – Clarence Seedorf – Predrag Mijatović (82. Jaime), Raúl Cheftrainer: Jupp Heynckes ( Deutschland) | Dirk Heinen – Jens Nowotny – Boris Živković, Christian Wörns, Markus Happe – Hans-Peter Lehnhoff (51. Paulo Rink), Emerson, Carsten Ramelow, Jan Heintze – Stefan Beinlich (82. Erik Meijer) – Ulf Kirsten Cheftrainer: Christoph Daum | Bayer 04 Leverkusen |
| Real Madrid                                                                | 1:0 Karembeu (50.) 2:0 Morientes (57.) 3:0 Hierro (90., Handelfmeter) | | Bayer 04 Leverkusen |
| Real Madrid                                                                | Hierro (2./gesperrt) | Happe, Ramelow, Kirsten (2./gesperrt) | Bayer 04 Leverkusen |
| Viertelfinale, Rückspiel                                                   | | |                     |
| Mittwoch, 18. März 1998 um 20:45 Uhr in Madrid (Estadio Santiago Bernabéu) | | |                     |
| Zuschauer: 85.000                                                          | | |                     |
| Schiedsrichter: Nikolai Lewnikow ( Russland)                               | | |                     |
| Spielbericht                                                               | | |                     |

## Halbfinale

### Real Madrid – Borussia Dortmund 2:0 (1:0)
| Real Madrid                                                                | Real Madrid | Borussia Dortmund | Borussia Dortmund |
| -------------------------------------------------------------------------- | --- | --- | ----------------- |
| Real Madrid                                                                | \| Halbfinale, Hinspiel (Torfall von Madrid) \| \| Mittwoch, 1. April 1998 um 22:00 Uhr in Madrid (Estadio Santiago Bernabéu) \| \| Zuschauer: 85.000 \| \| Schiedsrichter: Mario van der Ende ( Niederlande) \| \| Spielbericht \|                               | \| Halbfinale, Hinspiel (Torfall von Madrid) \| \| Mittwoch, 1. April 1998 um 22:00 Uhr in Madrid (Estadio Santiago Bernabéu) \| \| Zuschauer: 85.000 \| \| Schiedsrichter: Mario van der Ende ( Niederlande) \| \| Spielbericht \|                 | Borussia Dortmund |
| Real Madrid                                                                | Bodo Illgner – Christian Panucci, Manolo Sanchís , Fernando Sanz, Roberto Carlos – Fernando Redondo – Christian Karembeu, Clarence Seedorf – Raúl – Fernando Morientes (89. Jaime), Predrag Mijatović (52. Davor Šuker) Cheftrainer: Jupp Heynckes ( Deutschland) | Stefan Klos – Martin Kree, Manfred Binz, Júlio César – Stefan Reuter , Steffen Freund, Wladimir But, Knut Reinhardt – Lars Ricken (82. Michael Zorc) – Heiko Herrlich (48. Harry Decheiver), Stéphane Chapuisat Cheftrainer: Nevio Scala ( Italien) | Borussia Dortmund |
| Real Madrid                                                                | 1:0 Morientes (25.) 2:0 Karembeu (67.) | | Borussia Dortmund |
| Real Madrid                                                                | Sanchís (2., gesperrt) | Júlio César (2., gesperrt), Herrlich (2., gesperrt), Reinhardt, Freund (2., gesperrt) | Borussia Dortmund |
| Halbfinale, Hinspiel (Torfall von Madrid)                                  | | |                   |
| Mittwoch, 1. April 1998 um 22:00 Uhr in Madrid (Estadio Santiago Bernabéu) | | |                   |
| Zuschauer: 85.000                                                          | | |                   |
| Schiedsrichter: Mario van der Ende ( Niederlande)                          | | |                   |
| Spielbericht                                                               | | |                   |

### Borussia Dortmund – Real Madrid 0:0
| Borussia Dortmund                                                    | Borussia Dortmund | Real Madrid | Real Madrid |
| -------------------------------------------------------------------- | --- | --- | ----------- |
| Borussia Dortmund                                                    | \| Halbfinale, Rückspiel \| \| Mittwoch, 15. April 1998 um 20:45 Uhr in Dortmund (Westfalenstadion) \| \| Zuschauer: 48.500 (ausverkauft) \| \| Schiedsrichter: Paul Durkin ( England) \| \| Spielbericht \|                                                                   | \| Halbfinale, Rückspiel \| \| Mittwoch, 15. April 1998 um 20:45 Uhr in Dortmund (Westfalenstadion) \| \| Zuschauer: 48.500 (ausverkauft) \| \| Schiedsrichter: Paul Durkin ( England) \| \| Spielbericht \|                                                                | Real Madrid |
| Borussia Dortmund                                                    | Stefan Klos – Stefan Reuter, Manfred Binz, Martin Kree (12. Michael Zorc) – Lars Ricken (76. Christian Timm), Wolfgang Feiersinger, Wladimir But, Jörg Heinrich – Andreas Möller – Ibrahim Tanko (71. Harry Decheiver), Stéphane Chapuisat Cheftrainer: Nevio Scala ( Italien) | Bodo Illgner – Christian Panucci, Fernando Sanz, Fernando Hierro , Roberto Carlos – Fernando Redondo – Christian Karembeu, José Emilio Amavisca – Clarence Seedorf (88. Guti) – Fernando Morientes (90. Víctor), Raúl (74. Jaime) Cheftrainer: Jupp Heynckes ( Deutschland) | Real Madrid |
| Borussia Dortmund                                                    | Reuter | Jaime | Real Madrid |
| Halbfinale, Rückspiel                                                | | |             |
| Mittwoch, 15. April 1998 um 20:45 Uhr in Dortmund (Westfalenstadion) | | |             |
| Zuschauer: 48.500 (ausverkauft)                                      | | |             |
| Schiedsrichter: Paul Durkin ( England)                               | | |             |
| Spielbericht                                                         | | |             |

## Finale

### Real Madrid – Juventus Turin 1:0 (0:0)
| Real Madrid                                                        | Real Madrid | Juventus Turin | Juventus Turin |
| ------------------------------------------------------------------ | --- | --- | -------------- |
| Real Madrid                                                        | \| Finale \| \| Mittwoch, 20. Mai 1998 um 20:45 Uhr in Amsterdam (Amsterdam Arena) \| \| Zuschauer: 48.500 (ausverkauft) \| \| Schiedsrichter: Hellmut Krug ( Deutschland) \| \| Spielbericht \|                                                                                               | \| Finale \| \| Mittwoch, 20. Mai 1998 um 20:45 Uhr in Amsterdam (Amsterdam Arena) \| \| Zuschauer: 48.500 (ausverkauft) \| \| Schiedsrichter: Hellmut Krug ( Deutschland) \| \| Spielbericht \|                                                                                              | Juventus Turin |
| Real Madrid                                                        | Bodo Illgner – Christian Panucci, Manolo Sanchís , Fernando Hierro, Roberto Carlos – Fernando Redondo – Christian Karembeu, Clarence Seedorf – Raúl (90. José Emilio Amavisca) – Fernando Morientes (82. Jaime), Predrag Mijatović (89. Davor Šuker) Cheftrainer: Jupp Heynckes ( Deutschland) | Angelo Peruzzi – Moreno Torricelli, Mark Iuliano, Paolo Montero – Angelo Di Livio (46. Alessio Tacchinardi), Didier Deschamps (78. Antonio Conte), Edgar Davids, Gianluca Pessotto (71. Daniel Fonseca) – Zinédine Zidane – Filippo Inzaghi, Alessandro Del Piero Cheftrainer: Marcello Lippi | Juventus Turin |
| Real Madrid                                                        | 1:0 Mijatović (67.) | | Juventus Turin |
| Real Madrid                                                        | Hierro, Roberto Carlos, Seedorf, Karembeu | Montero, Davids | Juventus Turin |
| Finale                                                             | | |                |
| Mittwoch, 20. Mai 1998 um 20:45 Uhr in Amsterdam (Amsterdam Arena) | | |                |
| Zuschauer: 48.500 (ausverkauft)                                    | | |                |
| Schiedsrichter: Hellmut Krug ( Deutschland)                        | | |                |
| Spielbericht                                                       | | |                |

- Erstmals seit 1966 gewinnt Real Madrid den Titel in diesem Wettbewerb.